# Aire d'attraction d'Hendaye (partie française)
L'aire d'attraction d'Hendaye (partie française) est un zonage d'étude défini par l'Insee pour caractériser l’influence de la commune d'Hendaye sur les communes environnantes.

## Définition
L'aire d'attraction d'une ville est composée d’un pôle, défini à partir de critères de population et d’emploi ainsi que d’une couronne constituée des communes dont au moins 15 % des actifs travaillent dans le pôle. Le pôle d’attraction constitue ainsi un point de convergence des déplacements domicile-travail,.

## Type et composition
L’aire d'attraction d'Hendaye (partie française) est une aire intra-départementale qui comporte 3 communes dans les Pyrénées-Atlantiques.
Elle est catégorisée dans les aires de moins de 50 000 habitants, une catégorie qui regroupe 16,5 % de la population de Nouvelle-Aquitaine et 12,2 % au niveau national.

### Carte

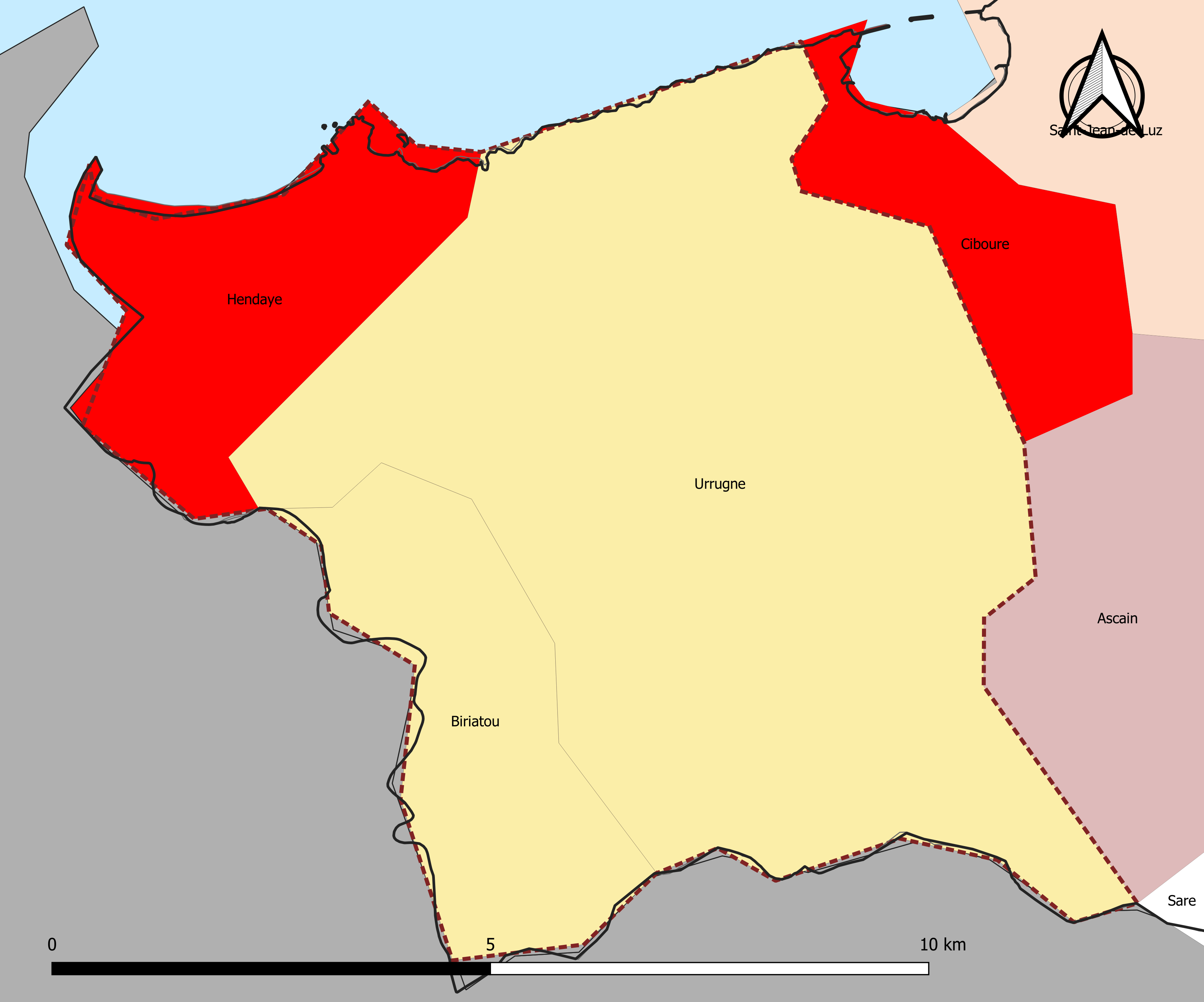
Carte de l'aire d'attraction d'Hendaye (partie française).
Commune-centre
Commune de la couronne

### Composition communale
| Nom                      | Code Insee | Département          | Statut                 | Superficie (km2) | Population (dernière pop. légale) | Densité (hab./km2) | Modifier                                    |
| ------------------------ | ---------- | -------------------- | ---------------------- | ---------------- | --------------------------------- | ------------------ | ------------------------------------------- |
| Hendaye (commune-centre) | 64260      | Pyrénées-Atlantiques | commune-centre         | 7,95             | 18 074 (2022)                     | 2 273              | modifier les données · modifier les données |
| Biriatou                 | 64130      | Pyrénées-Atlantiques | commune de la couronne | 11,04            | 1 259 (2022)                      | 114                | modifier les données · modifier les données |
| Urrugne                  | 64545      | Pyrénées-Atlantiques | commune de la couronne | 50,57            | 10 594 (2022)                     | 209                | modifier les données · modifier les données |